# Wikiwand
 'Wikiwand'  és una interfície de programari  comercial patentada desenvolupada per veure articles de Wikipedia disponible per a diversos navegadors web populars com una extensió de navegador gratuïta o un aplicació mòbil. Afegeix 1 interfície patentada amb navegació personalitzada, que a diferència de Wikipedia, conté anuncis.

## Història
Wikiwand (originalment WikiWand) va ser fundada el 2013 per Lior Grossman i Ilan Lewin, la interfície inclou un menú de barra lateral, barra de navegació, enllaços personalitzats a altres idiomes, nova tipografia i accés a vistes prèvies d'articles enllaçats. La llista de continguts es mostra constantment a la banda esquerra. La interfície també inclou anuncis gràfics i articles patrocinats. Al juliol de 2020, una pàgina web de Wikiwand de mostra tenia 6 anuncis gràfics i 36 articles patrocinats. Hi ha cinc anuncis gràfics en la secció de contingut principal de l'article, un a la barra de navegació de la part esquerra i els articles patrocinats estan sota el contingut de l'article.
Segons Grossman, "No tenia sentit per a nosaltres que el cinquè lloc web més popular del món, utilitzat per 500 milions de persones, tingués una interfície que no s'hagi actualitzat en més d'una dècada. Hi trobem la interfície de Wikipedia abarrotada, difícil de llegir (grans blocs de text petit), difícil de navegar i deficient en termes d'usabilitat ".
Al maig de 2017, Ilan Lewin va deixar Wikiwand on s'exercia com director de tecnologia.
Al gener de 2019, Lior Grossman va deixar Wikiwand, on s'exercia com director executiu.

## Relació amb Wikipedia
En 2014, Wikiwand va poder recaptar 506.953 euros per donar suport al desenvolupament de la interfície. Va declarar que tenia la intenció de recaptar ingressos a través de la publicitat i donar el 30% dels seus guanys a la Fundació Wikimedia, tot i que la declaració de donació va ser eliminada de seva pàgina d'informació a principis de l'any 2015 pel que ha estat multitud de vegades criticat.

## Compatibilitat
La interfície està disponible en Google Chrome, Safari i Firefox, així com a través de l'lloc web de Wikiwand. Al març de 2015, Wikiwand va llançar una aplicació iOS per a iPhone i iPad. Actualment s'està desenvolupant una  aplicació per Android.